# Kom El Sultan
Kom El Sultan je velika gomila na zraku sušenih zidakov pri Abidosu,  približno kilometer severno od Umm el-Qa'aba. Njena zgodovina ni povsem jasna. Domneva se, da gre za naselje iz zgodnjega dinastičnega obdobja. Arheologi so med izkopavanji na tem najdišču odkrili tempelj boga Ozirisa-Hentiamentija, ki je bil zgrajen verjetno na ruševinah starejšega templja lokalnega božanstva Hentiamentija. Večina prvotnega naselja je pokopana pod temelji sodobnih zgradb in kmetijskimi površinami. Izkopavanja so kljub temu razkrila več sto stel, ki so dale veliko podatkov o Ozirisovem kultu. Steptana pot še vedno vodi iz Kom El Sultana do  Umm El Qa'aba, po kateri so v preteklosti hodili romarji. 
Edini znani kip, ki so ga odkrili v Kom El Sultanu, je kip faraona Kufuja (Keops). Nedavno so izkopali  tudi portal templja Ramzesa II.